# スメルディス
スメルディス（ギリシャ語：Smerdis, ペルシア語：بردیا （Bardiyā バルディヤー）, ? - 紀元前525年あるいは522年）は、アケメネス朝ペルシアの太祖キュロス2世の息子で、カンビュセス2世の弟。その事績には謎が多く、王位についていた可能性がある。

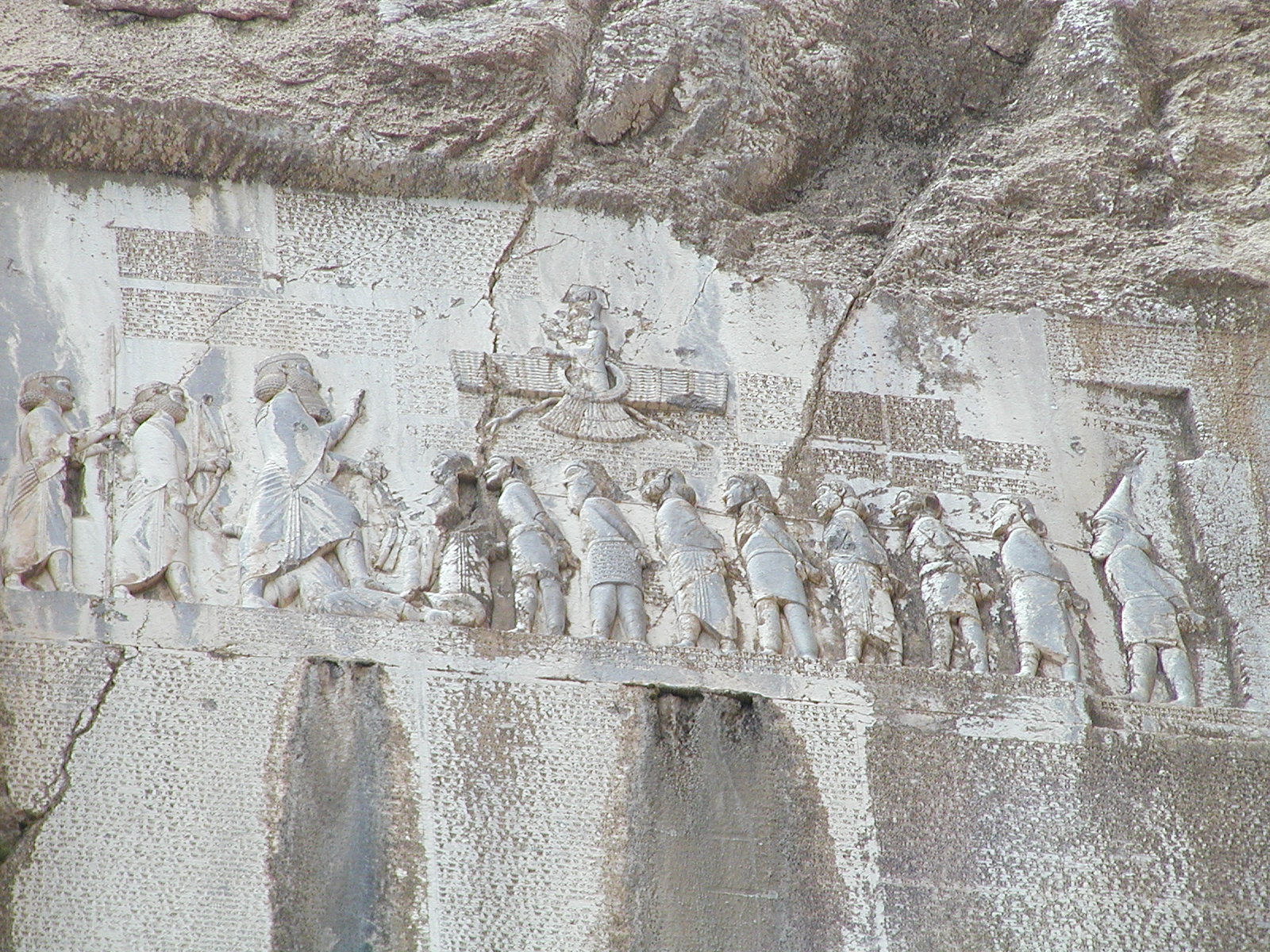
ベヒストゥン碑文の浮き彫り。ダレイオス（中央やや左のやや大きい人物）に踏みつけられているのが「偽スメルディス」のガウマタ

ヘロドトスの『歴史』が伝えるところによると、紀元前525年のエジプト遠征を前にしたカンビュセス2世は、夢のお告げで弟のスメルディスに王位を奪われるのではないかと疑念を抱き、密かに殺させたという。ところが秘密裏であったことが仇となり、カンビュセスがエジプトにいる間に、ペルシア本国ではマギで大神官のガウマタがスメルディスに成りすまし（ヘロドトスはスメルディスとガウマタが似ていたと述べている）、ペルシアの帝位を簒奪したという。のちスメルディスの娘パルミュスは、ガウマタを倒したダレイオス1世の妻となった。
以上がヘロドトスの記述であるが、近年の研究ではガウマタはスメルディスの偽者ではなくスメルディス本人であった、つまり簒奪者は正当な王位継承権を持っていたガウマタではなく、それを倒したダレイオス本人であったとする説が有力になっている。この場合、ヘロドトスは簒奪者ダレイオスが捏造したプロパガンダの偽史をそのまま後世に伝えたことになる。